# César Álvarez Cañete
César Álvarez Cañete (Valencia, 1938), más conocido por el apodo con que solía firmar sus obras, Zesar, es un historietista español que desarrolló su labor desde los años 60 en adelante. (Autor de obra confundida con la de César: César López Vera; 1932-1989).

## Trayectoria[1]
Nació en Valencia. Se inició profesionalmente en el cómic en 1960 dibujando historietas románticas para las editoriales Bruguera y Ferma como por ejemplo Sissi en 1964. Hacia 1968 comienza a publicar en revistas británicas de las editoriales Fleetway y Smith Publishing de temática romántica, tales como Romeo, Diana, Mirabelle o Valentine.
Entre los años 1973 y 1979 se unió a la agencia de representación Selecciones Ilustradas del editor barcelonés Josep Toutain, a través de la cual publicó en Estados Unidos historietas de terror en las revistas Psycho, Scream, Nightmare o Vampirella , de las editoriales Skywald y Warren . Su trabajo más extenso de esta etapa fue la serie Nosferatu, publicada por entregas en Scream.
Hacia 1984 inició su colaboración con las revistas Bliz, Albo, Intrepido e Il Monello de la editorial milanesa Edtrice Uiverso y para la revista CorrierBoy serie Music (Boy Music) del Corriere della Sera. Para la editorial Sergio Bonelli Editore, dibujó varios capítulos de la serie Martin Mystère.
Posteriormente colaboró con diversas agencias de publicidad tales como The Farm y Contrapunto creando guiones gráficos e ilustraciones, actividad en la que continúa activo.
Por otra parte ha ejercido durante 12 años en la Universidad CEU San Pablo de Valencia en la Escuela de Diseño Industrial como profesor de dibujo de figura humana. En la actualidad sigue impartiendo clases de dibujo en academias privadas.